# アブドゥルムッタリブ・イブン・ハーシム
アブドゥルムッタリブ・イブン・ハーシム（ʿAbd al-Muṭṭalib b. Hāshim）は、イスラームの創唱者預言者ムハンマドの父系祖父。息子のアブドゥッラーが亡くなった後、遺児のムハンマドを引き取って養育した。ザムザムの井戸を掘り、アビシニアのメッカ侵攻の際は敵方の将軍と交渉した。ただし、伝えられる逸話には彼を称揚しようとする偏向も認められる。

## 情報源
アブドゥルムッタリブ・イブン・ハーシムに関する情報の一次情報源としては、イブン・ヒシャームの al-Sīra an-Nabawiyya, タバリーの Tārīkh al-Rusūl wa al-Mulūk, イブン・サアドの Kitāb al-Ṭabaqāt al-Kabīr がある。

## 生涯
ヤスリブ（メディナの旧称）の生まれである。伝承によれば、父のハーシム・イブン・アブドマナーフがメッカからシリアに向かう隊商貿易の途中でヤスリブに逗留し、当地でハズラジ大部族に属するアディー・イブン・ナッジャール部族のアムルの娘サルマー と結婚し、シャイバとルカイヤの二児を得た。この「シャイバ」（「白髪」を意味する）は、アブドゥルムッタリブの別名である。アブドゥルムッタリブは7,8歳になるまヤスリブので母親の下で育てられた。モンゴメリーワットによると、これは明らかに、当時の母系制社会の慣習に従ったものである。
父のハーシムが隊商貿易の途中、ガザで亡くなると、ハーシムの弟ムッタリブがヤスリブにやってきてアブドゥルムッタリブを引き取り、メッカへ連れて行った。ムッタリブには、優秀な甥に商売のやり方を仕込み、ハーシムの死により低下しつつあるメッカにおけるアブドマナーフ家の地位を向上させようという意図があったと言われている。また、若いシャイバはムッタリブの奴隷（アブド）であると誤解され、そのため「アブドゥルムッタリブ」と呼ばれるようになったとも言われている。この説は「アブドゥルムッタリブ」という名前の由来としてよく知られているものの、モンゴメリーワットによると、学術的には受け入れられない説である。彼によると、おそらくは何らかの宗教的意味が持たされた名前である。
成年後のアブドゥルムッタリブがメッカにおいてどの程度政治的に重要な人物であったのかという点については立場により意見が分かれている。イスラーム教徒の立場で書かれた文献はおおむねその重要性を高く評価しがちである。西欧の東洋学者はこれに疑問を呈する。アブドゥルムッタリブは、イスラーム教徒の資料の中ではしばしば、「クライシュ族の長 Sayyid Quraysh」と呼ばれる。しかし、実際には「クライシュ族の中の一部の政治的集団の長」であったのが妥当であろう。なぜなら、当時メッカには「ムタイヤブーン Muṭayyabun」という、アブドマナーフ、アサド、ズフラ、タイム、ハーリス・イブン・フィフルの各氏族からなる同盟があったが、そこからアブドマナーフ氏族のナウファル家とアブドシャムス家が脱退しており、アブドゥルムッタリブがその脱退した政治的集団の指導者であったと伝承されているからである。象の年（西暦570年頃）にアブドゥルムッタリブがアビシニアの将軍と交渉を行ったというのも、モンゴメリーワットによると、クライシュ族全体を代表してではなく、こうした政治集団の指導者として交渉したであろうことは間違いないことであり、さらに言えば、ライバル関係にあるメッカの他の政治集団を出し抜くことを企図しての行動だった可能性がある、という。
アブドゥルムッタリブはメッカの近くに定住する他の諸部族と同盟を結び、ターイフには井戸を所有した。シリアやイエメンをつなぐ長距離貿易で富を蓄積し、多神教社会におけるメッカへの巡礼者に水と食事を提供する特権を父ハーシムから受け継いだ。また、各地で井戸を掘った。中でもとくに有名なのが、カアバの近くのザムザムの井戸である。
前出の「象の年」の事件において、アブドゥルムッタリブとの交渉後アビシニアが撤退すると、伝説によると、その50日後に孫のムハンマド・イブン・アブドゥッラーが生まれる。その少し前に息子のアブドゥッラーが亡くなったため、アブドゥルムッタリブは遺児のムハンマドと寡婦のアーミナを引き取って養育した。アブドゥルムッタリブは、ムハンマドが8歳のときに亡くなった。亡くなったときの年齢は82歳とも、110歳とも、120歳とも伝えられる。

## 家族
イブン・ヒシャームやイブン・サアドによると、アブドゥルムッタリブには、マフズーム・クランのアムルの娘ファーティマとの間に、アブドゥッラー、アブドマナーフ（アブー・ターリブ）、ズバイルらの息子がいた。そのほかに、ズフラ、ナミル、アーミル・イブン・ササア、フザーアの各クランの有力者の娘とも婚姻し、それぞれとの間に、ハムザ、アッバース、ハーリス、アブドゥルウッザー（アブー・ラハブ）といった息子をもうけた。

## 註釈
1. ↑  ナウファルはアブドシャムス、ハーシム、ムッタリブらとは異母兄弟の関係。
2. ↑  アクスム王がメッカ討伐の軍を差し向けた事件があった年。